# Orimarga (Orimarga) rubrithorax
Orimarga (Orimarga) rubrithorax is een tweevleugelige uit de familie steltmuggen (Limoniidae). De soort komt voor in het Afrotropisch gebied.